# Nora Bossong

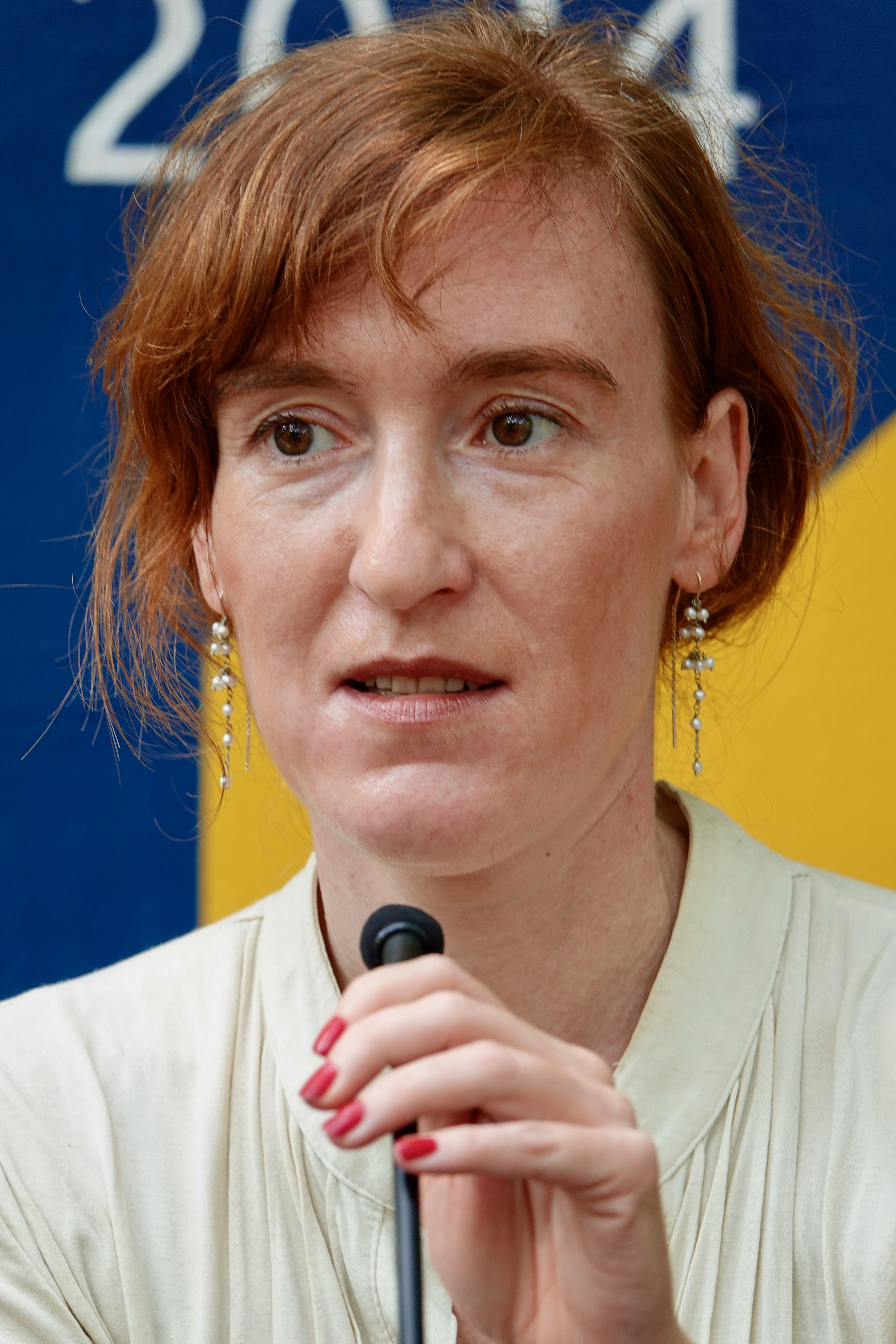
Nora Bossong 2024

Nora Bossong (* 9. Januar 1982 in Bremen) ist eine deutsche Schriftstellerin.

## Leben
Nora Bossongs Vater Horst Bossong arbeitete als Sozialwissenschaftler für den Hamburger Senat und als Hochschullehrer in Essen. Sie wuchs in Bremen und Hamburg auf und lebt in Berlin.
Bossong studierte Literatur am Deutschen Literaturinstitut in Leipzig sowie Kulturwissenschaft, Philosophie und Komparatistik an der Humboldt-Universität zu Berlin, der Universität Potsdam und der Universität La Sapienza in Rom. Ihr Studium schloss sie mit einer Magisterarbeit zur „Inszenierung des Bösen“ im Werk des Filmregisseurs David Lynch ab. Im Wintersemester 2018/19 arbeitete sie als Dozentin für Poetik an der Hochschule RheinMain in Wiesbaden. 2018 unterstützte sie das Bündnis Unteilbar. 2001 war sie Stipendiatin des ersten Literatur Labors Wolfenbüttel.
Bossong war Mitglied des PEN-Zentrums Deutschland und von 2017 bis 2019 Beisitzerin in dessen Präsidium. Seit 2022 ist sie Mitgründerin des PEN Berlin. Seit April 2021 ist sie zugewähltes Mitglied im Zentralkomitee der deutschen Katholiken (ZdK). Im Dezember 2021 wurde sie als ordentliches Mitglied in die Akademie der Wissenschaften und der Literatur Mainz aufgenommen.

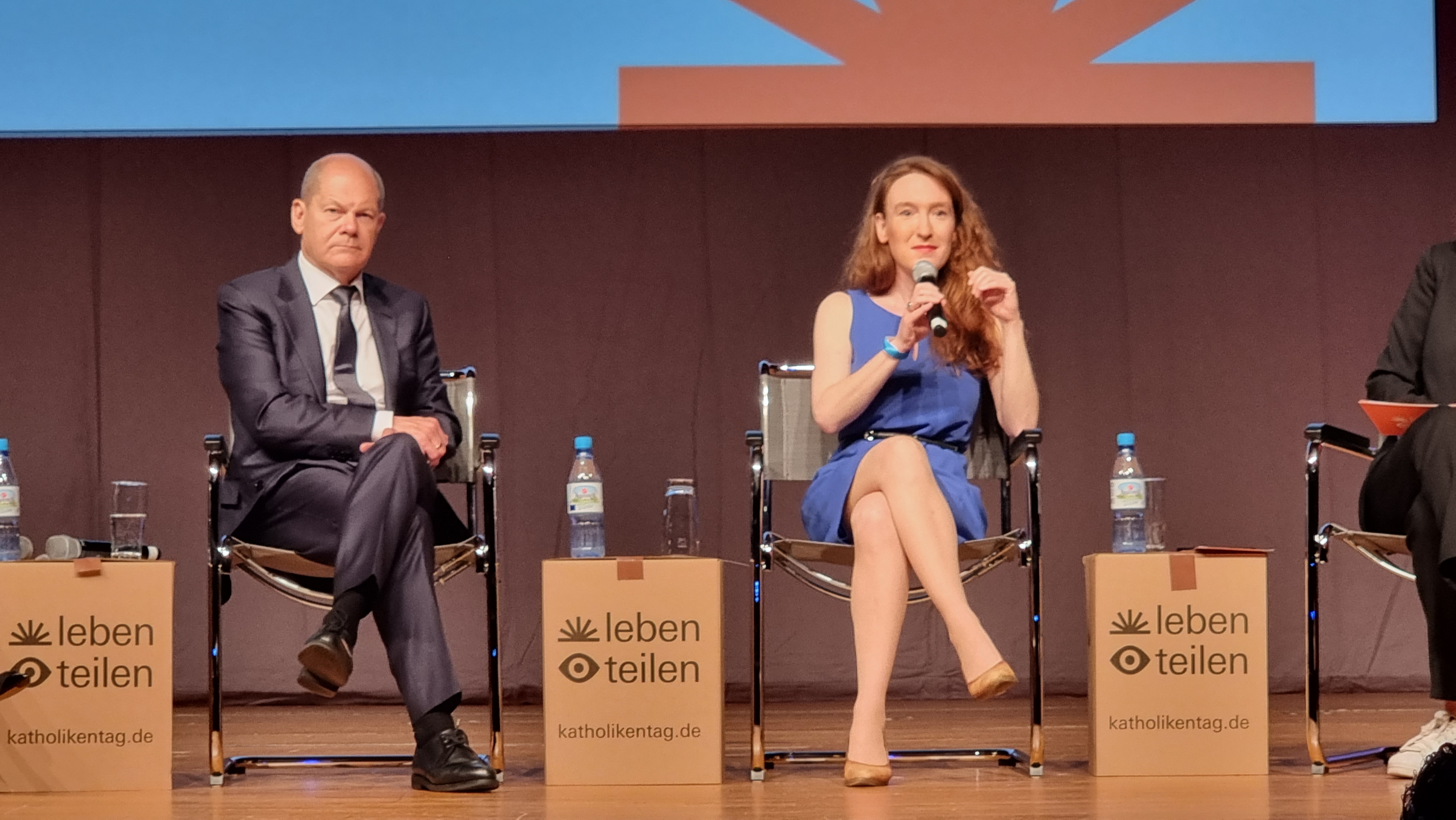
Nora Bossong mit Bundeskanzler Olaf Scholz während einer Veranstaltung des Katholikentages 2022 in Stuttgart

## Werk
Nora Bossong begann schon als Kind zu schreiben. Sie verfasst Lyrik und Prosa, die einzeln, in Anthologien und Literaturzeitschriften veröffentlicht wurden. 2006 debütierte sie mit dem Roman Gegend. Ihr 2015 vorgelegter Roman 36,9° behandelt den italienischen Politiker Antonio Gramsci. 2019 recherchierte sie in Paris für einen Roman über die Gelbwesten. Nachdem ihr Computer mit den Materialien gestohlen worden war, brach sie das Projekt ab.
2019 gelangte ihr Roman Schutzzone auf die Longlist des Deutschen Buchpreises. Die Jury lobte die Geschichte einer UN-Mitarbeiterin aus Genf, die zwischen der Aufarbeitung des Völkermords in Burundi und der Begegnung mit einem alten Jugendfreund hin- und hergerissen ist, als „virtuosen Roman“.
Bossong wurde für ihr literarisches Werk mehrfach ausgezeichnet. 2020 erhielt sie neben dem Thomas-Mann-Preis den renommierten Joseph-Breitbach-Preis. Dessen Jury lobte ihre Romane Webers Protokoll, Gesellschaft mit beschränkter Haftung, 36,9° und Schutzzone, in denen sie „aus genauer Metierkenntnis“ Psychogramme von Menschen entwickle, „die als Individuen unsere Anteilnahme gewinnen, als prototypische Leistungsträger den Schrecken vermehren“. Bossong sei „eine Poetin, die ihre eminenten Möglichkeiten zur Versprachlichung von Welt als Verpflichtung nimmt, sich den großen Themen zu stellen“. Ihr Werk sei zwar hochgradig politisch, sie moralisiere aber nicht. Sie widme sich den Irrungen und Wirrungen eines eurozentrischen Jahrhunderts, die Protagonisten ihrer Romane seien unterschiedliche Frauen und Männer – vom Diplomaten über einen Textilfabrikanten mit seiner Tochter bis hin zu einer UN-Mitarbeiterin.

## Rezeption
Die Hauptfigur in Nora Gomringers Erzählung Recherche, mit der Gomringer den Ingeborg-Bachmann-Preis 2015 gewann, trägt den Namen Nora Bossong und ist Schriftstellerin.
Anno Schreier komponierte 2017 einen Liederzyklus Fünf Lieder nach Gedichten von Nora Bossong auf Texte aus dem Band Reglose Jagd.

## Veröffentlichungen
- Gegend. Roman. Frankfurter Verlagsanstalt, Frankfurt am Main 2006, ISBN 3-627-00136-2.
- Reglose Jagd. Gedichte. Edition Postskriptum im Verlag zu Klampen, Springe 2007, ISBN 3-933156-88-2.
- Standort. Audio-CD. Münchner-Frühling-Verlag, München 2009.
- Webers Protokoll. Roman. Frankfurter Verlagsanstalt, Frankfurt am Main 2009, ISBN 3-627-00159-1.[10]
- Sommer vor den Mauern. Gedichte. Edition Lyrik Kabinett bei Hanser, München 2011, ISBN 3-446-23629-5.
- Gesellschaft mit beschränkter Haftung. Roman. Hanser, München 2012, ISBN 978-3-446-23975-3.
- 36,9°. Roman. Hanser, München 2015, ISBN 978-3-446-24898-4.
- Rotlicht. Reportage. Hanser, München 2017, ISBN 978-3-446-25457-2.
- Kreuzzug mit Hund. Gedichte. Suhrkamp, Berlin 2018, ISBN 978-3-518-42818-4.[11]
- Schutzzone. Roman. Suhrkamp, Berlin 2019, ISBN 978-3-518-42882-5.[12]
- Auch morgen. Politische Texte. Suhrkamp, Berlin 2021, ISBN 978-3-518-12773-5.
- Die Geschmeidigen: Meine Generation und der neue Ernst des Lebens. Ullstein, Berlin 2022, ISBN 978-3-550-20200-1.
- Reichskanzlerplatz. Suhrkamp, Berlin 2024, ISBN 978-3-518-43190-0.

## Auszeichnungen

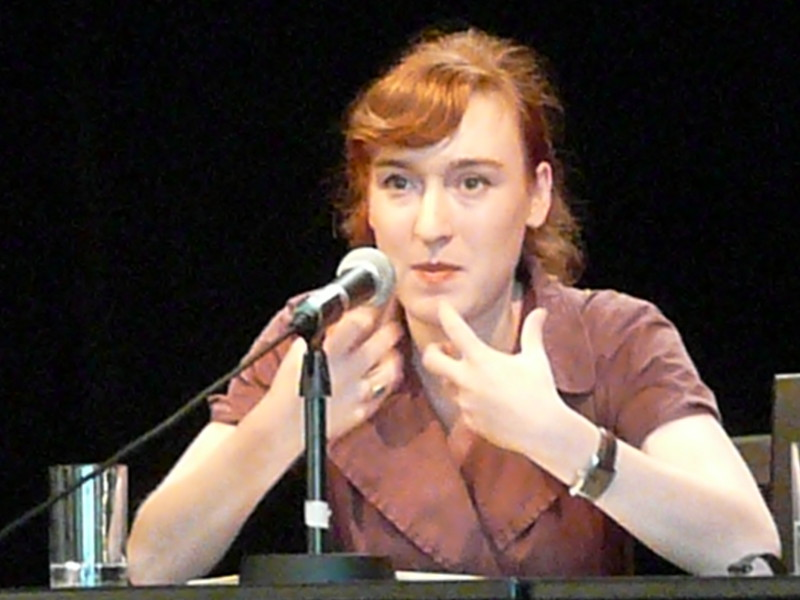
Nora Bossong auf dem Erlanger Poetenfest 2011

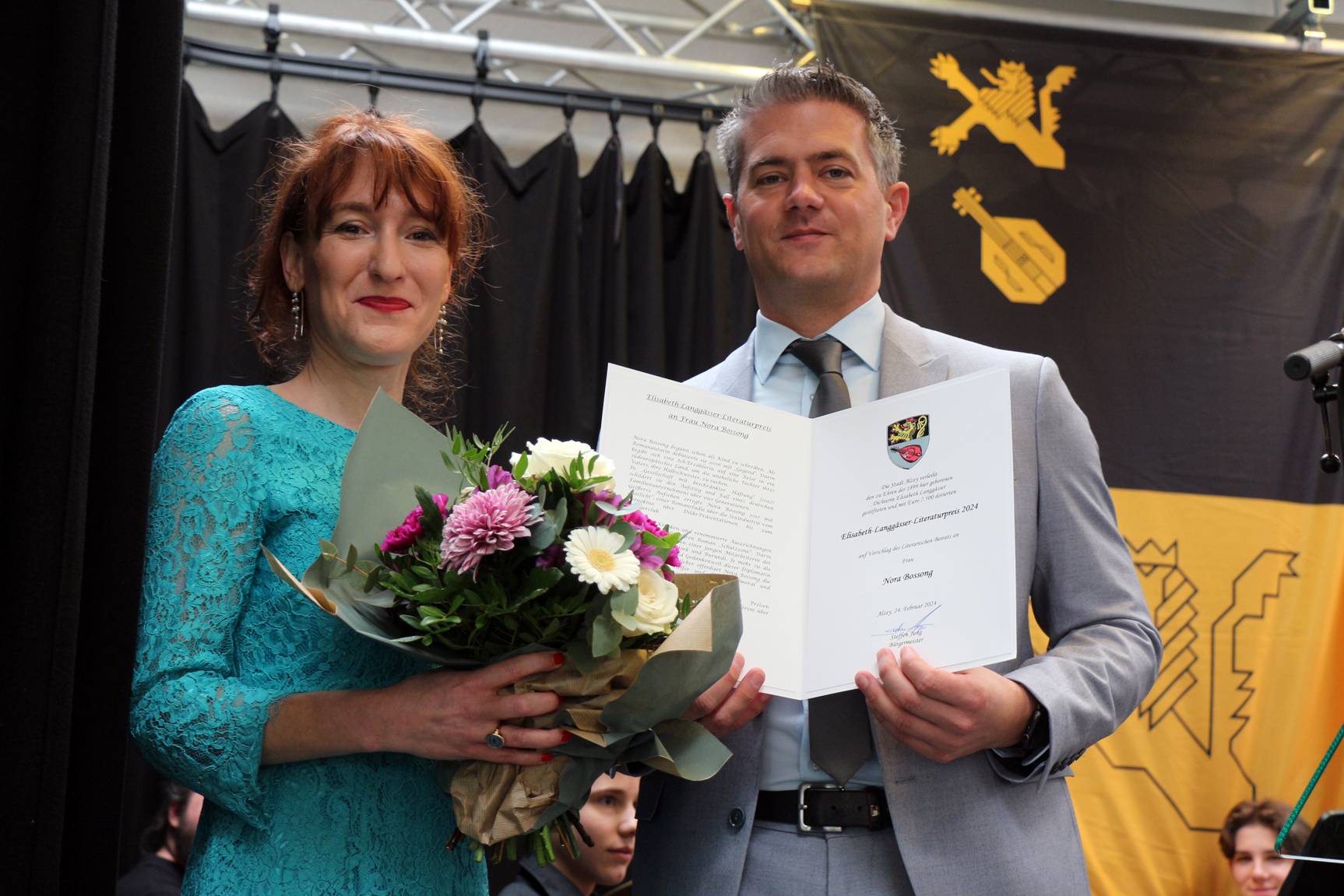
Verleihung des Elisabeth-Langgässer-Literaturpreises mit Bürgermeister Steffen Jung und Urkunde am 24. Februar 2024

- 2001: Preisträgerin beim Treffen Junger Autoren
- 2001: Stipendiatin des Literatur Labor Wolfenbüttel
- 2001: Bremer Autorenstipendium
- 2003: Klagenfurter Literaturkurs
- 2004: Leipziger Literaturstipendium
- 2005: Prosawerk-Stipendium der Jürgen-Ponto-Stiftung
- 2007: Wolfgang-Weyrauch-Förderpreis
- 2007: Berliner Senatsstipendium
- 2008: New York-Stipendium im Deutschen Haus
- 2010: Stipendium des Heinrich-Heine-Hauses der Stadt Lüneburg
- 2011: Kunstpreis Berlin (Literatur) der Akademie der Künste Berlin
- 2012: Peter-Huchel-Preis für Sommer vor den Mauern
- 2016: Roswitha-Preis
- 2019: Kranichsteiner Literaturpreis
- 2020: Wilhelm-Lehmann-Preis für Schutzzone[13]
- 2020: Thomas-Mann-Preis
- 2020: Joseph-Breitbach-Preis[14]
- 2024: Elisabeth-Langgässer-Literaturpreis[15]